# Batkovci (Sanski Most)
Batkovci falu Bosznia-Hercegovinában, a Bosznia-hercegovinai Föderáció Una-Szanai kantonjában, Sanski Most községben.

## Fekvése
Bosznia-Hercegovina északnyugati részén, Bihácstól légvonalban 54, közúton 83 km-re keletre, Sanski Mosttól légvonalban 12, közúton 15 km-re északnyugatra fekvő dombos, erdős területen, a Batkovača-patak völgyében fekszik. A Batkovača egy 5 km hosszú patak, amely Gaidziktól 1 km-re keletre, 619 méteres magasságban ered, átfolyik Batkovci falun, ahol jobb oldali mellékvize a 2 km hosszú Sopotnica ömlik bele, majd a Stara rijeka-patakkal egyesülve hozza létre a Željeznica-patakot.

## Népessége
| Nemzetiségi csoport | Népesség 1991 | Népesség 2013 |
| ------------------- | ------------- | ------------- |
| Szerb               | 103           | 1             |
| Bosnyák             | 0             | 0             |
| Horvát              | 85            | 6             |
| Jugoszláv           | 18            | 0             |
| Egyéb               | 7             | 1             |
| Összesen            | 213           | 8             |

## Története
Batkovci a török korban még horvátok és muszlimok által lakott település volt. 1879-ben 135 lakosából 122 római katolikus és 13 muszlim volt. Az osztrák-magyar uralom idején a mai Horvátország területéről, főként Likából és Dalmáciából szerb lakosság települt be. Így a lakosság összetétele jelentősen megváltozott, 1941-ben már csak horvát és szerb lakossága volt. 1961-ben még 375, 1991-ben már csak 106 lakosa volt. A boszniai háborút lezáró daytoni békeszerződés rendelkezése alapján az ország területét felosztották a Bosznia-hercegovinai Föderáció és a boszniai Szerb Köztársaság között. Az osztóvonal átszelte Batkovci falut, melynek nagyobbik része a Szerb Köztársaság területéhez, azon belül Oštra Luka községhez került. Ma a megmaradt lakosság többségét a horvátok alkotják, akik a Stara Rijeka-i katolikus plébániához tartoznak.  

## Nevezetességei
- Szent Rókus tiszteletére szentelt római katolikus kápolnája 1991-ben épült.[5]

- A Legszentebb Istenanya háromkezű ikonjának[6] tiszteletére szentelt ortodox temploma.